# Крымская медаль (Сардиния)
Сардинская медаль в Крымской войне (итал. Medaglia d’Argento al Valor Militare per la spedizione d’Oriente 1855-1856) — медаль, за участие в военных действиях, учреждённая королем Виктором Эммануилом II для тех, кто участвовал в Крымской войне (1854—1856) против Российской империи, в составе антирусской коалиции.

## История
Медаль учреждена в 1856 году для награждения военнослужащих сардинской армии, флота и морской пехоты Экспедиционного корпуса Сардинского королевства в Крыму под командованием генерала Альфонсо Ферреро Ламармора, которые участвовали в военных действиях в составе коалиционных сил в 1855 — 1856 годах в осаде Севастополя в ходе Крымской или Восточной войны.

## Ленточка и медаль
Медаль выполнена гравёром Феррари. Серебряная медаль с голубой лентой, на которой изображена корона с лавровой и пальмовой ветвью на лицевой стороне и надписью «Spedizione d’Oriente 1854—1856» на обратной стороне.